# Marley & Me
Marley & Me (titulada Marley y yo en Hispanoamérica y Una pareja de tres en España) es una película estadounidense dirigida por David Frankel y protagonizada por Owen Wilson y Jennifer Aniston. Pertenece al género de comedia romántica y está basada en la novela autobiográfica del periodista John Grogan, Marley & Me.

## Argumento
Durante su noche de bodas, los recién casados John (Owen Wilson) y Jenny Grogan (Jennifer Aniston) deciden dejar Michigan con el objetivo de iniciar una nueva vida como matrimonio en la soleada West Palm Beach, Florida. Allí, ambos consiguen empleos en periódicos rivales, compran su primera casa, y se abren camino en sus nuevas carreras, al mismo tiempo que enfrentan nuevos retos como pareja, entre los que consideran tener un hijo.  
Indeciso sobre su capacidad de ser padre, John sigue el consejo de su amigo Sebastian (Eric Dane) de regalar a Jenny una mascota. Convencido de la buena idea de su amigo, John adopta a Marley, un perro labrador. El conflicto comienza cuando Marley crece y se transforma de cachorro en un perro adulto con mucha energía y sin ningún tipo de entrenamiento, lo que obligará a la pareja a educarlo mediante adiestramiento.  
La película recorre los catorce años que la mascota pasa con la familia que forman John y Jenny. 

## Reparto
- Owen Wilson como John Grogan.
- Jennifer Aniston como Jenny Grogan.
- Eric Dane como Sebastian.
- Haley Bennett como Lisa.
- Alan Arkin como Arnie Klein.
- Kathleen Turner como Sra. Kornblut
- Nathan Gamble como Patrick Grogan.
- Haley Hudson como Debby.
- Tom Irwin como Dr. Sherman.

## Producción
Puesto que en la película se muestran catorce años de la vida de un perro se necesitaron veintidós labradores diferentes para representar el papel de Marley.
La película se filmó en diferentes lugares del estado de Florida, tales como Fort Lauderdale, Hollywood, Miami Dolphin Stadium, Filadelfia y en  West Chester,  Pensilvania.
Theodore Shapiro, quien ya había trabajado con el director David Frankel en The Devil Wears Prada, compuso la banda sonora de la película. La grabó junto con Hollywood Studio Symphony en el Newman Scoring Stage de la 20th Century Fox.
Dave Barry, compañero de trabajo de John Grogan en el South Florida, hizo un cameo como invitado en la fiesta sorpresa de cumpleaños de John.

## Recepción de la crítica
Marley & Me mantiene un 64 % de recepción positiva en "Rotten tomatoes" y un 53 % en Metacritic.
Todd McCarthy, de la revista "Variety" opinó que la película es “Tan clara y evidente como podría llegar a serlo, pero se basa en la química chispeante entre sus dos protagonistas rubios, Owen Wilson y Jennifer Aniston, y en el contenido emotivo del final. Aquí Fox tiene un ganador, irresistible para todos, menos para los gatos... Animada y accesible emocionalmente, Aniston se desempeña mejor aquí que en sus otros largometrajes y Wilson la acompaña bien, incluso cuando, en los momentos más débiles de la cinta, demuestra que pisa un terreno menos firme con este papel que con los demás.".

## Taquilla
La película se estrenó en 3480 pantallas de los EE. UU.  y Canadá. Se recaudaron $14,75 millones en su primer día del estreno, estableciendo el récord de la mejor taquilla el día de Navidad. Se obtuvieron $51,6 millones a lo largo de los cuatro días de ese fin de semana y se mantuvo en el puesto número uno en la taquilla durante dos semanas.

## Curiosidades
- Una pareja de 22

22 perros distintos fueron los encargados de dar vida a Marley.
- Grabando con los padre reales

Los padres reales de Owen Willson (Robert Andrew Willson y Laura Cunningham Willson) son sus padres en la ficción. El mayor problema que esto trajo fue que la Señora Willson olvidaba continuamente que no tenía que llamarle Owen, sino John.
- Top Ten

En muchas páginas web, esta película entra dentro de las 10 películas más tristes.